# Vatrostalnost
Vatrostalnost je pojam iz metalurgije koji se odnosi na materijale koji se ne deformiraju sve do 1580 °C. Vatrostalnost se objašnjava jakim medumolekularnim (ionsko-kovalentnim) vezama atoma. Procjena vatrostalnosti zasniva se na zagrijavanju uzorka oblika trostrane piramide, sve dok se zagrijavanjem piramida savije tako da njen vrh dodirne osnovicu.
Vatrostalna glina (često se naziva i šamot, ali to je samo vrsta vatrostalne gline koja se najviše upotrebljava) je vrsta gline koja se ne deformira sve do 1580 °C, a koristi se za izradu vatrostalnih opeka. Vatrostalna glina se upotrebljava uglavnom za obloge ložišta (npr. visoke peći) i donjih dijelova dimnjaka. U metalurgiji se vatrostalne gline najviše upotrebljavaju za izradu šamotnih, silikatnih, dolomitnih i magnezitnih opeka. Osim navedenih materijala u primjeni su i kromne opeke, silicijum karbidne (karborund) i šupljikave vatrostalne opeke.

## Vatrostalni materijali
Vatrostalni materijali su prirodni ili umjetni nekovinski građevinski materijali (uobičajeno keramički materijali) čije je talište najmanje 1580 °C, a da se pri tome ne deformira. Za kakvoću vatrostalnog materijala još su odlučujući temperatura pri kojoj se materijali pod tlakom omekšavaju, propusnost za plinove, otpornost prema temperaturnim promjenama i prema kemijskim utjecajima. Vatrostalni keramički materijali se uglavnom dijele na:
- kisele (glavni sastojak je kremen),
- bazične (glavni sastojak je dolomit ili magnezit),
- neutralne (glavni sastojak je glina, kaolin, glinica, kromit ili ugljen s visokim postotkom ugljika).[1]

### Šamot
Šamot se najviše upotrebljava u tehnici, jer se dobiva iz lako dostupnih mineralnih nalazišta i da se odlikuje slabo kiselim ili slabo bazičnim svojstvima. Kemijski sastav šamotnih opeka je 50-60% SiO2, do 23-34% Al2O3 i 6-27% ostalih sastojaka koji imaju manje ili više Fe2O3, CaO, MgO, K2O, Na2O i TiO2. Izrađuju se od manje ili više čistog kaolina (Al2O3 x 2 SiO2 x 2 H2O) i pečene gline.Ove opeke nisu namijenjene da nose veliko opterećenje, već samo za oblaganje visokotemperaturskih ložišta. Mort za ozidavanje pravi se od samljevene vatrostalne gline i vode.

#### Kaolin
Kaolin (Al2O3 x 2 SiO2 x 2 H2O) je u čistom stanju bijela glina i koristi se pri izradi porculana, vatrostalnih opeka, papira, gume, pigmenata za boje i izolacionih materijala. Kaolin se u čistom stanju topi na 1760 ºC. Vatrostalni materijal (3 Al2O3 x 2 SiO2) dobiva se dugotrajnim zagrijavanjem u elektrolučnoj peći, u kojoj se tope kvarcni pijesak (SiO2) i boksit. Dobiveni materijal koristi se za oblaganje peći koji tope metal, za oblaganje kalupa za duboko vučenje (ekstrudiranje) i za izolatore svjećica benzinskih motora.

### Silikatne opeke
Silikatne opeke zadržavaju jačinu i na povišenim temperaturama. Kemijski se dijele u kisele (96-98% SiO2) i koriste se za oblaganje ložišta u slučaju kad je rastopljena materijal kisele prirode. Na radnim temperaturama nižim od 540 ºC silikatne opeke se troše ili mrve, te se i ne primenjuju ispod ove temperature.

### Dolomitne opeke
Dolomit je naziv i za mineral i za sedimentnu stijenu, a oboje su izgrađeni od kalcij-magnezijeva karbonata
(CaCO3 x MgCO3) u kristalnome stanju. Obično je bijele boje, ali može biti i crvenkast, siv ili smeđ od primjesa željeza ili mangana. Posle pečenja dolomita (pri 1700 ºC) dobiva se CaO x MgO koji se zatim melje i miješa sa smolom i najzad preša u opeke. Dolomitne opeke su namenjene za podzidjivanje Siemens-Martinovih peć i elektrolučnih peći za proizvodnju čelika.

### Magnezitne opeke
Magnezitne opeke su u kemijskom pogledu bazni materijal. Služe za oblaganje Linz-Donawitz konvertera i Besemerovih konvertera. Kao vezivno sredstvo između opeka (mort) koriste se tanki čelični limovi koji oksidiraju na povišenim temperaturama. Željezov oksid hematit (Fe2O3) kemijski reagira s oksidom magnezija i tako učvršćuje opeke.

### Kromne cigle
Kromne cigle su vatrostalni materijali koji sadrže oko 50% kromovih oksida, s promenljivim sadržajem oksida aluminija, magnezija, silicija i željezovih oksida. Koriste se kao kemijski neutralne opeke. Kombinacije kromovih i magnezijevih oksida daju opeke pogodne za visoke temperature i otporne na trošenje (habanje).

### Karborund ili silicijev karbid
Silicijev karbid ili karborund je kovalentni karbid, koji je zbog različitih nečistoća obojen zeleno, žuto, plavo ili crno, ovisno o vrsti nečistoća. Dobiva se reakcijom kremenog pijeska (SiO2) i koksa u elektrolučnim pećima pri temperaturama 1900-2000 °C. Odlikuje se velikom tvrdoćom (gotovo kao dijamant), koristi se za izradu bruseva i materijala za brušenje, poliranje i čišćenje površina čvrstih materijala. Vatrostalan je materijal, velike toplinske vodljivosti i velike otpornosti na temperaturne promjene, pa se upotrebljava za izradu okna visokih peći, posuda za taljenje metala, nosača u pećima za pečenje keramičkih posuda i slično. Iz njega se izrađuju sapnice raketa, lopatice turbina, električna grijača tijela za rad pri visokim temperaturama (1100 – 1500 °C).

### Šupljikave vatrostalne opeke
Šupljikave vatrostalne opeke ili toplinsko – izolacione šupljikave vatrostalne opeke koriste se za peći kod kojih se traži održavanje stalne temperature. To su lake i porozne opeke dobivene posipanjem miješane gline s ugljenom prašinom. U toku pečenja opeke, dodate čestice ugljika izgaraju i ostaju plinski mjehurići. Na taj način dobivaju se porozne opeke lakše za trećinu od punih, ali s približno toliko boljom toplinskom izolacijom. Uglavnom se šupljikave opeke upotrebljavaju za peći srednjih temperatura namijenjenih za lemljenje i toplinsku obradu. Koriste se i za vanjski ozid visokih peći, da bi se smanjili toplotni gubici kroz njihove zidove.